# Isola Bellaria
Isola Bellària (Isula Belaria in dialetto milanese, AFI: [iˈzuːla beˈlaːrja], o semplicemente Isula), detto anche Isola Bella, è un quartiere del comune di Corbetta in provincia di Milano, distante meno di un chilometro dal centro del comune di appartenenza, posto lungo l'asse della Via Simone da Corbetta (ex SS11).

## Storia

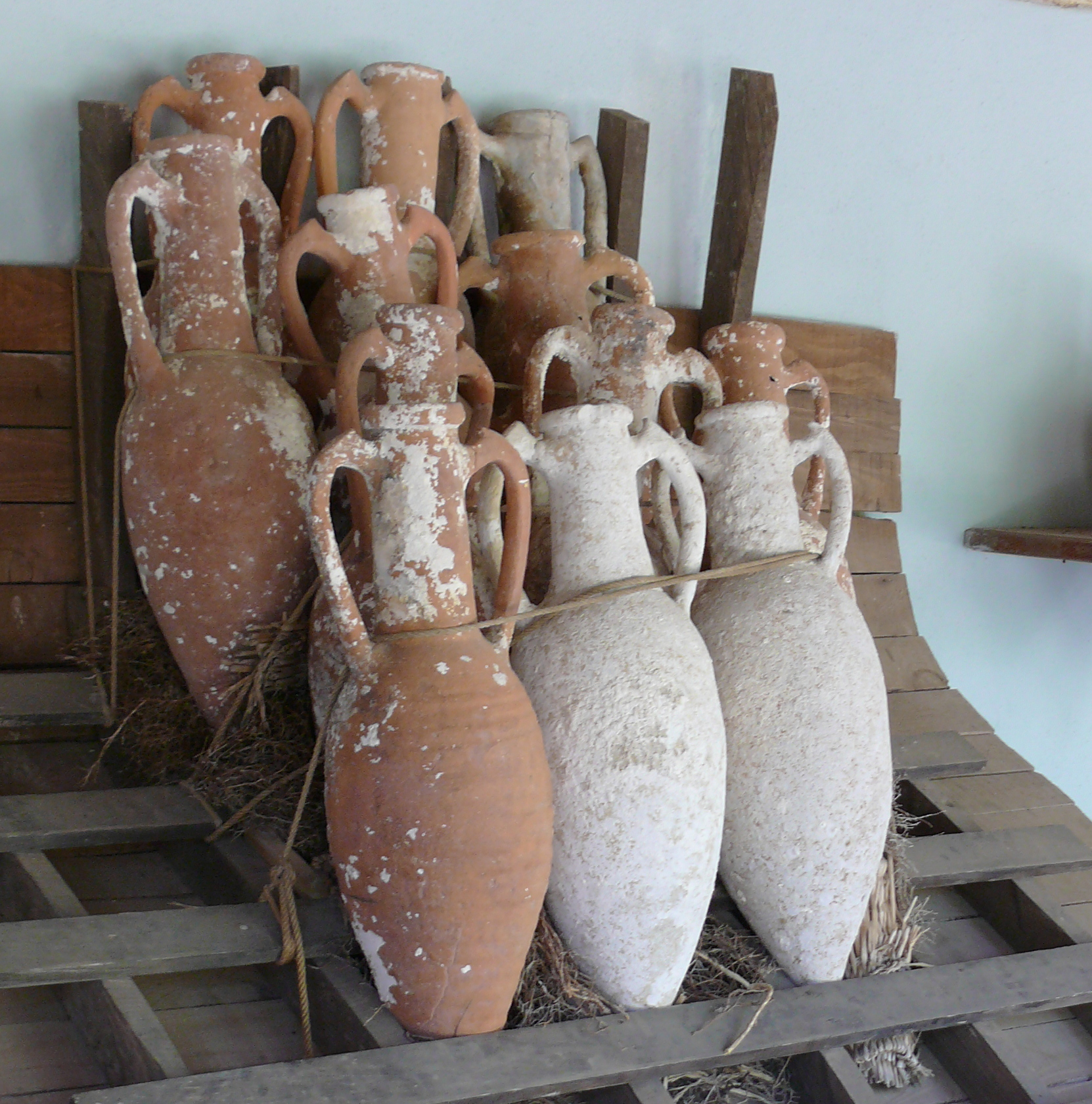
Anfore da vino simili a quelle ritrovate dal Dossi presso la chiesa di Sant'Ambrogio nel quartiere

Il quartiere di Isola Bellaria ha origini piuttosto antiche, esso viene citato nei primi documenti relativi a Corbetta come un agglomerato di case riunito attorno ad alcune corti rurali. Ciò nonostante, nel cortile della chiesa di Sant'Ambrogio sono state ritrovate per merito dell'archeologo e letterato Carlo Dossi delle anfore di epoca romana che consentirebbero di stabilire in quest'area un primo insediamento riconducibile al I secolo a.C.
Grande importanza acquisì questo luogo dall'erezione dell'Oratorio dedicato a Sant'Ambrogio, nel luogo ove la tradizione vuole che egli si sia soffermato nel proprio viaggio in fuga da Milano che lo voleva eletto a proprio vescovo.
Lo sviluppo del quartiere è in gran parte riconducibile però alla seconda metà dell'Ottocento, quando la vicinanza con la tranvia interurbana Milano – Magenta/Castano Primo e con l'asse di comunicazione Milano-Torino, mise l'area in condizioni tali da consentire la nascita dei primi esercizi commerciali stabili, nonché di moltissime abitazioni in stile liberty e neorinascimentale, come le locali ville Castiglioni, Meroni, Zari, Pagani e Capsoni.
Dal 1867 si instaurò sul territorio la segheria Magugliani e a partire dagli anni '50 del XX secolo, con l'avvento della fondazione degli stabilimenti "Sabiana", l'apporto industriale fece il proprio ingresso nel quartiere, apportando nuove fonti di lavoro. Il nome al quartiere è riconducibile al concetto di Isola nel senso di isolato, quartiere diviso dalla città, mentre l'appellativo Bellaria deriverebbe dall'instaurarsi verso la seconda metà dell'Ottocento della locale Azienda Vinicola Bellaria, che si occupava della vendita al dettaglio del vino prodotto sul territorio del corbettese.

## La chiesa di Sant'Ambrogio
L'oratorio della Beata Vergine Addolorata di Sant'Ambrogio è parte di un consistente numero di edifici religiosi eretti nel XVII secolo nella pieve di Corbetta. L'attuale costruzione fu costruita su un'area già occupata nella seconda metà del Cinquecento da un piccolo e fatiscente edificio religioso. Una visita pastorale lo descrive come segue:
L'edificio venne completamente ricostruito a partire dal 1667 e venne inaugurato nel 1680 dal prevosto Pietro Antonio Vigorè. Il progetto venne derivato da un disegno dell'architetto Giovanni Antonio Pessina e successivamente rielaborato dal Richini. Nel 1732 i deputati di questo oratorio decisero di erigere il campanile, che venne poi distrutto nel 1938, perché pericolante. Dal 1835 sino alla fine del XIX secolo, la sacrestia della chiesa fu destinata a lavatoio e lazzaretto per l'epidemia di colera. Attualmente la chiesa di Sant'Ambrogio, svolge la funzione di chiesa del quartiere "Isola" nella quale si trova inserita ed è definita affettuosamente dai residenti locali Gesa da Sant'Ambrusin.
L'esterno è costituito da una struttura semplice, mossa dalla soluzione ideata dal Richini, progettista della cappella, consistente in un pronao sostenuto da colonne e lesene granitiche..
Il portale ligneo, è sovrastato da una targa in marmo nero e lettere dorate intitolata a San Carlo Borromeo, mentre ai lati dell'ingresso si trovano ancora oggi due piccoli sedili in pietra, che un tempo erano sovrastati da piccole finestrelle che davano sull'interno della chiesa, come voleva la tradizione del post-Concilio di Trento, per permettere di seguire la funzione anche ai peccatori scomunicati.
Le facciate laterali sono completate da finti finestroni dipinti, recentemente restaurati, e aggettante verso l'esterno è la sacrestia, divisa dalla strada da una pesante porta lignea a catenaccio d'epoca.
L'interno, abbastanza ampio, si apre su un'unica navata sino al presbiterio, ottagonale, dando ampio spazio all'altare e a due navatelle laterali che si ricongiungono con l'area del coro, ove è sito anche l'organo, di fattura moderna. La parete sovrastante l'ingresso è decorata con un affresco rappresentante Sant'Ambrogio e alle pareti due quadroni affrescati raccontano le gesta del vescovo milanese. Il soffitto è completamente decorato con aggiunte a stucco settecentesche bianche e oro (di cui peraltro è visibilissimo il contrasto con la semplicità dello stile della cappella). L'altare maggiore è di gusto tipicamente barocco e accoglie, in una nicchia lavorata, una croce lignea con sudario in lino, simboli della passione.

## Il Comitato dell'Isola Bellaria
Il quartiere Isola Bellaria dispone di un proprio comitato di quartiere che coadiuva il comune di Corbetta nell'amministrazione del borgo, mantenendone vive le tradizioni locali. Esso si preoccupa in particolare di promuovere le feste e le sagre annualmente organizzate sul territorio del quartiere.

## Sport
Nel quartiere di Isola Bellaria è stata creata una squadra di calcio, la A.C. Isola Bellaria.

## Festività e cultura
- Festa di Sant'Ambrogio: 8 dicembre
- Festa della Madonna dell'Addolorata: fine settembre